# Vzporejanje (pomnilnik prevodov)
Vzporejanje (oz. poravnava) je način ustvarjanja pomnilnika prevodov. Program za vzporejanje razdeli s pomočjo segmentacijskih pravil izvirnik in prevod na prevodne enote, nato pa jih vzporedno uredi.
Program pri postopku poravnave upošteva, da se en izhodiščni stavek vselej ujema z enim ciljnim stavkom. Čeprav to v veliko primerih drži, vendar ko pride do odstopanj, se segmenti zamaknejo in besedilo ni pravilno poravnano. Naprednejši programi za vzporejanje na podlagi dolžine stavka ugotavljajo tudi takšna razhajanja, vendar niti z njimi ni mogoče zagotoviti pravilnih rezultatov pri besedilih, kjer so v prevodu stavki ali celo odstavki razporejeni drugače kot v izvirniku. 
Za odstopanja v segmentih so lahko kriva tudi slaba segmentacijska pravila pri rabi ločil (na primer če program interpretira piko za vrstilnim števnikom kot končno ločilo). Uporabnik mora zato vedno pregledati novonastalo bazo in jo ročno izboljšati.
Pri večini sistemov lahko uporabniki določajo nadaljnje kriterije, ki jih je potrebno upoštevati med vzporejanjem. Enako oblikovanje ali pojav enakih številk, datumov, kratic ali lastnih imen so lastnosti izhodiščnega in ciljnega teksta, ki pomagajo izboljšati rezultate vzporejanja. 

## Segmentacija
Segmentacija besedila pomeni razdelitev besedila na prevodne enote (translation unit) oz. segmente. Segment besedila je običajno poved, zato nekateri pomnilnik prevodov opisujejo tudi kot »pomnilnik povedi«.   Ni pa to nujno, saj lahko meje segmenta uporabnik sam določi in po potrebi kot segment nastavi odstavek, frazo, nepopoln stavek, ipd.
Pri segmentaciji je treba posebno pozornost posvetiti frazam, pri katerih se vrstni red besed v izvirnem in ciljnem jeziku zamenja. Primer za to je translation corpus, kar bi v slovenščino prevedlo kot korpus prevodov. Če te elemente prevedemo v vrstnem redu, kot nam jih ponuja program, se bodo v bazo shranili napačni prevodi. 
Segmenti so ločeni s t. i. kontrolnimi znaki (segment delimiters/seperators), ki so zaščiteni pred brisanjem in nujni za pravilno delovanje programa, saj ohranjajo strukturo segmentov.
Formula ujemanja segmentov:
{0>izvirni segment<}X{>ciljni segment<0}
X je število od nič do sto in pomeni odstotek ujemanja med izvirnim in prevodnim segmentom. Če je X nič, program ni našel zadetka, če je sto, gre za popolni zadetek, kar pa je vmes, označuje približne zadetke. 